# Heinzental (Landschaftsschutzgebiet)
Das Heinzental, auch Heinzentäle genannt, ist ein Trockental auf dem Härtsfeld in Baden-Württemberg. Es ist abschnittsweise ein Landschaftsschutzgebiet und gehört zum Flusssystem der Egau.

## Lage
Das Schutzgebiet liegt westlich von Neresheim und östlich von Großkuchen, einem Stadtteil von Heidenheim an der Brenz. Es ist in zwei Gebiete unterteilt, da es sich über den Ostalbkreis (1 ha) und den Landkreis Heidenheim (4,9 ha) erstreckt. Östlich des Schutzgebietes verläuft das Tal noch bis zum von Norden kommenden Maiental, welches dann nach Südosten weiterzieht.

## Schutzzweck
Das Tal, durch das der meist trocken liegende Heinzentalgraben fließt, hat schützenswerte Magerrasen und Wacholderheiden mit gefährdeten Pflanzen wie dem Alpen-Pippau.